# William Christopher Zeise

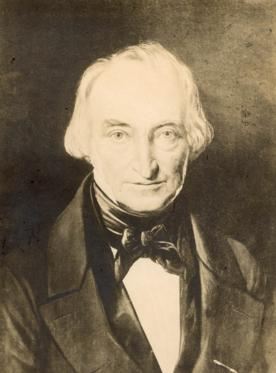
William Christopher Zeise.

William Christopher Zeise, född 15 oktober 1789, död 12 november 1847, var en dansk kemist, och räknas som den förste i Danmark som ägnade sig åt organisk kemi. Till hans vetenskapliga bedrifter hör att han upptäckte xantogenföreningarna, framställde den första metallorganiska föreningen mellan platina och eten (det så kallade Zeises salt), upptäckte tioler (merkaptaner) och isolerade färgämnet i morötter, karoten.

## Tidiga år
Zeise föddes i Slagelse som son till apotekaren Frederik Zeise (1754–1836), en ungdomsvän till H.C. Ørsteds far, och Hanne Ellene, född Hammond (1755–1831), syster till Eiler Hammond. Under sitt elfte år sattes Zeise i den skola som Niels Ditlev Riegels upprättat i Sorø, men då denne dog redan 1802, gick Zeise på Slagelse Latinskole (samtidigt med den jämngamle B.S. Ingemann), tills han 1805 började som lärling på Kongelig Hof-Apotek i Köpenhamn. Apotekets ägare Gottfried Becker var en skicklig kemist och hade tjänst som extraordinarie professor i kemi vid universitetet, men Zeise kände sig ej tillfreds där utan klagade efter bara några månader över sin hälsa och han kom hem på egen begäran.
Nu började hans intresse för naturvetenskap att utvecklas. Han läste inte endast Nicolai Tychsens Theoretisk og praktisk Anvisning til Apothekerkunsten, utan också Grens Kemi, Adam Wilhelm Hauchs Begyndelses-Grunde i Naturlæren och Ørsteds avhandlingar i Skandinavisk Litteraturselskabs Skrifter, särskilt den om självantändning, ett för den tiden märkvärdigt arbete som gjorde starkt intryck på honom. Samtidigt experimenterade han med en hemmagjord voltastapel, och det stämmer nog, vad han själv säger i några självbiografiska notiser, att hans kunskaper raskt växte. Före 17 års ålder kunde han ordna om faderns apotek efter den nya farmakopén från 1805, som införde den antiflogistiska nomenklaturen. Ungefär samtidigt, sommaren 1806, omtalar han ”en mig højst mærkværdig opvågning for noget højere, for videnskabelig åndsvirksomhed i almindelighed, men for naturvidenskab, fornemmelig kemi, det dybe og forborgne deri, i særdeleshedshed”. Hur starkt intryck den här upplevelsen gjorde på honom, kan man sluta sig till av att han nu ville återvända till Köpenhamn men inte till apoteksvärlden utan för att aktivare och friare satsa på kemin.
På hösten 1806 kom han i huset hos Ørsted, som han fick assistera vid föreläsningar och förberedelserna därtill. Zeise uppehöll sig där i flera år, vilket säkert var av stor betydelse för hans utveckling. Ørsted berättar själv hur han påverkade honom genom samtal, uppmuntrade honom, då han själv uttalade önskan om att ta examen artium, men framförde inte denna tanke själv till honom, vilket skulle ha kunnat försvagat hans lust, ty Zeise hatade allt tvång. ”Min utilbøjelighed til at skolemesterere”, säger Ørsted, ”og hans til at lade sig skolemesterere stemmede godt med hinanden”. Zeise blev student 1809 under det berömda ”professoråret” tillsammans med Jacob Hornemann Bredsdorff, Christian Georg Nathan David, H.N. Clausen, Christian Flor, Johan Ludvig Heiberg, Janus Lauritz Andreas Kolderup-Rosenvinge, Lemming, Conrad Matthias Lunding och Hans Peter Thrige. Det akademiska umgänget med flera av dem samt med Hector Frederik Janson Estrup har säkert i hög grad bidragit till hans utveckling. Det låg nog icke i hans natur att ta emot intryck från omgivningen – ”han var hverken selv meget meddelsom eller let til at hengive sig til andres meddelelse, men hvor han mødte en tanke, som tiltalte ham, indprægedes den dybt i hans fastholdende sind”.

## Universitetsutbildning och utlandsvistelser
Zeise hade först tänkt studera medicin, men efter att han hört på föreläsningar stod det klart att hans studier hade en bredare vetenskaplig bas, och kemin var och förblev hans favoritämne. Han experimenterade ständigt i Ørsteds laboratorium, men då det den gången inte fanns några utsikter till en lärarbana vid universitetet, avlade han 1815 farmaceutisk examen, senare magisterkonferensen och försvarade 21 oktober 1817 en doktorsavhandling om alkaliernas verkan på organiska ämnen. Den experimentella delen av arbetet utförde han i ett litet laboratorium, som han 1816 hade inrättat åt sig på apoteket i Slagelse.
Då universitetet inte hade vare sig en professur i kemi eller övningslaboratorium inom detta ämne, ville Zeise komma utomlands, där det just under 1800-talets första år skedde en rad banbrytande upptäckter; denna tidsperiod är en av de där mest hände i kemins historia. År 1818 lyckades han också skaffa pengar till en studieresa, dels från Fonden ad usus publicos, dels med hjälp av släktingar, och den 12 april påbörjade han en utrikesresa tillsammans med Ingemann, under åren 1814–1816 hans rumskamrat på Valkendorfs Kollegium. Dock skildes de snart, varvid Zeise stannade i Göttingen, där han i fyra månader arbetade i Friedrich Stromeyers laboratorium, ett av få övningslaboratorier i Tyskland på den tiden. Han utbildade sig särskilt sig i analytisk kemi, vari han senare skulle bli en stor mästare. I omkring ett år uppehöll han sig sedan i Paris. En resedagbok visar hur flitig han var och skildrar levande de intryck han fick av de berömda franska vetenskapsmännen, som han kom i beröring med eller hörde föreläsa. Också Berzelius, som kom till Paris i augusti 1818, fick Zeise möjlighet att stifta personlig bekantskap med; denne mottog Zeise med stor välvilja, uttalade sig mycket uppmuntrande om hans doktorsavhandling och fick en bestående aktning för och vänskap med honom.
När Zeise kom hem på hösten 1819, var utsikterna inte ljusa för en anställning vid universitetet, fastän han var den ende vetenskapligt utbildade kemisten i Danmark. Emellertid beviljades han i slutet av året en gång för alla en större gratifikation av Fonden ad usus publicos, för, som det heter i Heinrich Ernst Schimmelmanns och Johan Sigismund von Møstings utlåtande, ”at bevare denne udmærket duelige mand for sin videnskab”. Och då universitetet samma år hyrde en lägenhet på Nørregade (nuvarande nummer 21) till fysisk samling och fysikundervisning, fick Ørsted köket inrett till ett torftigt litet laboratorium, som Zeise sattes att förestå mot ett årligt honorar från statskassan, som på den tiden ofta stöttade det behövande universitet. I detta så kallade kongelige øvelseslaboratorium hade han första året tio elever, som han höll föreläsningar för, dels i själva laboratoriet, dels i samlingssalen.

## Kemistkarriär i Danmark
Här verkade Zeise fram till 1824, då Ørsted opterade professorgården på Studiestræde, som sedan blev Polyteknisk Læreanstalts första lokal, och där nu en stallbyggnad på gården gjordes om till ett kemiskt laboratorium. Detta inredde Zeise själv, och då den polytekniska läroanstalten upprättades 1829 med Zeises medverkan, fick han det något utvidgat, på det att han inte ville överge den arbetslokal, som blivit honom kärt, fastän han som medlem i läroanstaltens styrelse kunde välja mellan detta och det nya laboratoriet på St. Pederstræde, som nu blev Johan Georg Forchhammers. I juni 1822 var utnämndes han till extraordinarie professor i kemi, som nu äntligen fick en egen professur, besatt med en riktig kemist. I det lilla laboratoriet på Nørregade upptäckte han xantogensyra. Avhandlingen därom belönade Videnskabernes Selskab med sin silvermedalj, och året därefter upptog de honom till ledamot på förslag av Ørsted.
Nästan alla vetenskapliga arbeten Zeise utförde under årens lopp i dessa torftiga laboratorier finns i Videnskabernes Selskabs skrifter och översikter. De utmärker sig alla genom stor originalitet och exakthet, och de har till stor del haft väsentlig betydelse för vetenskapens utveckling ända till den senaste tid. Hans upptäckt av merkaptan och etylsvavel från 1833 blev snabbt till ett viktigt stöd för den radikalteori, som Jacob Berzelius och Justus von Liebig utvecklade, och har senare på många sätt framkallat viktiga kemiska undersökningar. Också det bekanta sömnmedlet sulfonal framställs med hjälp av merkaptan. Merkaptanets högst motbjudande och intensiva lukt, som gör att sulfonalfabrikerna får anläggas i avsides bergstrakter, avskräckte inte Zeise från att i åratal arbeta med det i sina förkrympta lokaler. Xantogensyra, vars undersökning han oftare återupptog, har blivit utgångspunkt för viktiga arbeten under senare tid, ja för en dansk doktorsavhandling från 1904. I teknisk riktning har xantogensyrasalt fått betydelse för syntetisk framställning av indigo och viskos, som används till framställning av vattentäta textilier och syntetsilke, är en xantogenaktig förening. Zeises försök med verkan mellan klorplatina och etanol gav upphov till en rad föreningar, som var utan någon som helst analogi när de tillkom (1830). De blev därför mottagna med misstroende av Liebig, som angrep Zeise dock med nya analyser tillbakavisade som ganska oberättigade. Zeises resultat blev då också utan förbehåll godkänt 1861 av de utmärkta tyska kemisterna Peter Griess och Martius, men deras fulla betydelse blev dock först klarlagd när Alfonso Cossa i Turin år 1891 upptäckte en ny serie platinaammoniaksalter och Sophus Mads Jørgensen år 1900 påvisade den märkligaste analogi mellan dessa och Zeises föreningar. Zeise var den förste, som gav den kvalitativa analysen av organiska ämnen en systematisk bearbetning, och det var på grund av Zeises föreläsningar som hans elev Christen Thomsen Barfoed skrev sin enastående bok i detta ämne och tillägnade den minnet av Zeise.
Som lärare var Zeise sträng i kraven på elevernas noggrannhet, plikttrogenhet, ordning och flit - samma egenskaper som i hög grad präglade honom själv. Hans föreläsningar var säkert torra men mycket grundliga. Han var en ypperlig experimentator, och hans föreläsningslaborationer misslyckades aldrig. Både i hans läroböcker och i hans avhandlingar märker man hur rudimentärt språket var på den tiden för att uttrycka kemiska begrepp och operationer, och man kan inte bortse från att hans omsorger för att få med alla iakttagelser gjorde texterna tunga. Men det bör påpekas hur outvecklad den organiska kemin var på den tiden, så att det ej var lätt att skilja mellan viktigt och oviktigt, och att lagar som nu omfattar hela rader och grupper av föreningar på den tiden näppeligen kunde anas av de spridda, tillfälligt uppdagade föreningar man kände till. Det bör tilläggas, att en ovanligt klar blick, som verkar höra en långt senare tid till, ingalunda är sällsynt i hans böcker och i de enstaka föreläsningsmanuskript som bevarats, liksom att när han inte behandlar kemiska ämnen, t.ex. i resedagboken och i flera mindre artiklar, är hans stil klar, hans uttryck träffande och hans språk gott.

## Familj och privatliv
William Christopher Zeise gifte sig 24 februari 1842 med Maren Martine Bjerring, född Brock, (1806–1857), dotter till Christian Brock vid stempelkontoret och Ulrikke Marie, född Nielsen.
Zeises hälsa var skröplig. Han led i hög grad av hypokondri, ett arv från sin mor och särskilt från sin morfar. Från 1835 började en rad sjukdomsår, under vilka hans affärer delvis fick skötas av andra, och han dog 12 november 1847.